# Mara Venier

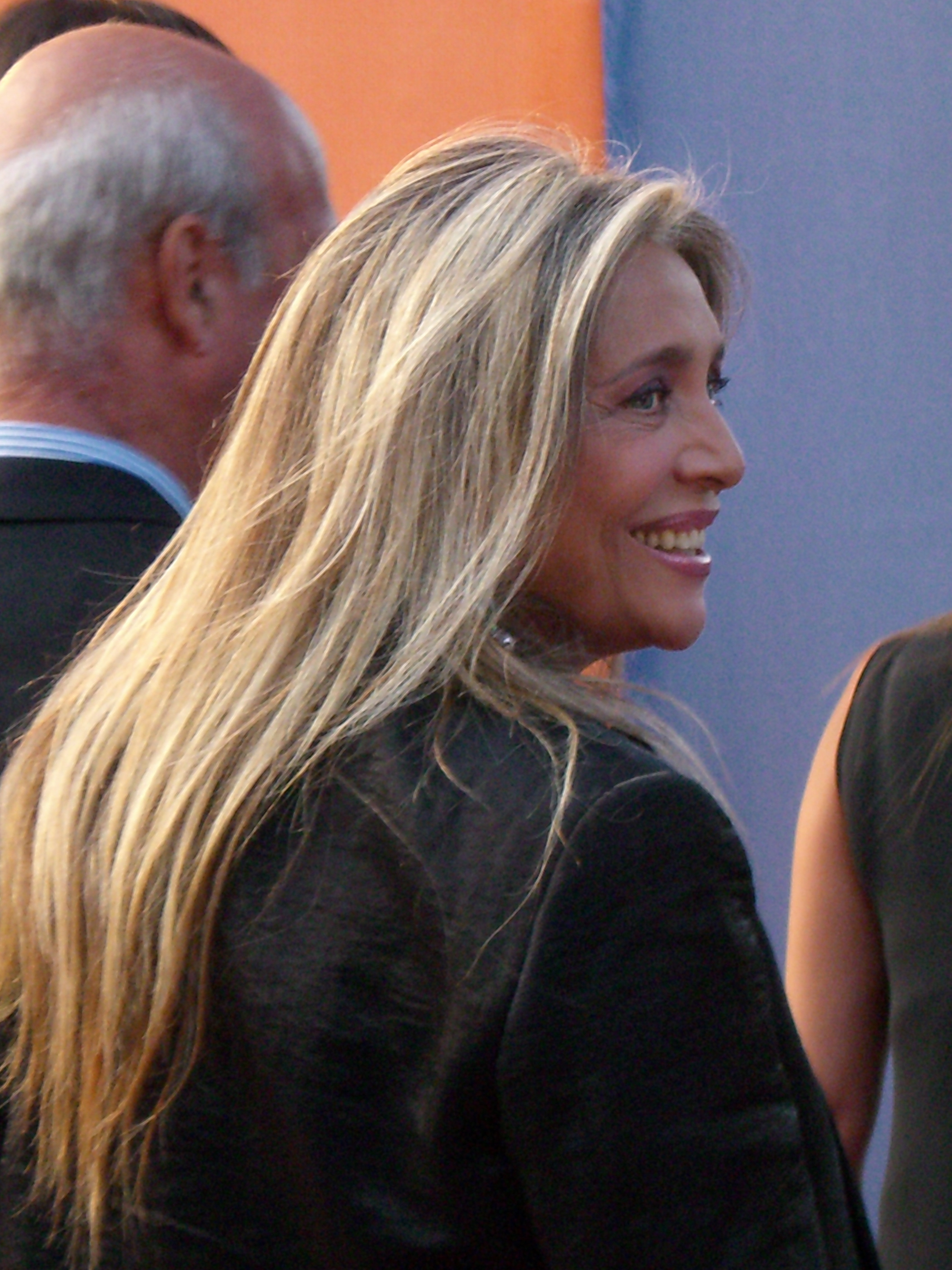
Mara Venier (2008)

Mara Venier, geboren als Mara Povoleri (* 20. Oktober 1950 in Venedig) ist eine italienische Fernsehmoderatorin und Schauspielerin.

## Leben und Wirken
Venier wurde als Tochter von Giovanni Povoleri und seiner Frau Elsa in Venedig geboren, den Namen Venier nahm sie später als Künstlernamen an. In ihrer Kindheit zog ihre Familie nach Mestre, wo ihr Vater als Eisenbahner arbeitete. 1971 folgte sie ihrem Ehemann, Francesco Ferracini, nach Rom, der dort eine Karriere als Schauspieler anstrebte.
Venier begann ihre Laufbahn als Model. In Rom gab sie 1973 ihr Filmdebüt mit dem Film Diario di un italiano von Sergio Capogna, basierend auf der Novelle Wanda von Vasco Pratolini. Sie spielte in der Fernsehserie La porta sul buio von Dario Argento in der Episode La bambola unter der Regie von Mario Foglietti mit.
Ab 1980 leitete sie verschiedene Fernsehprogramme, seit 1998 ist sie überwiegend als Moderatorin tätig. Seit 1994 bis heute (Stand 2021) moderierte sie zahlreiche Sendungen der Talkshow Domenica in bei Rai 1, außerdem bis 1990 die Candid Camera Show bei Italia 1. In den Jahren 1995 und 1996 war sie Moderatorin des Fernsehpreises Gran Premio Internazionale dello Spettacolo auf Canale 5. Sie trat seit den 2000er Jahren bei zahlreichen Talk Shows und Musiksendungen auf bzw. wirkte dort als Moderatorin.

## Privates
1968 heiratete Venier den Schauspieler Francesco Ferracini († 2016), die gemeinsame Tochter ist die Schauspielerin Elisabetta Ferracini (* 1968). Die Ehe war nur von kurzer Dauer. In den 1970er Jahren lebte sie in einer Beziehung mit dem Schauspieler Pier Paolo Capponi, aus der Beziehung stammt ihr Sohn Paolo Capponi. 1984 heiratete sie den Schauspieler Jerry Calà, die Trennung erfolgte ein Jahr später. Im Jahr 2006 heiratete sie den Filmproduzenten Nicola Carraro.

## Filmografie (Auswahl)
- 1973: Tagebuch eines Italieners (Diario di un italiano)
- 1974: Apachen kennen keine Furcht (Abbasso tutti, viva noi)
- 1979: Unverhoffte Gefühle (Un'emozione in più)
- 1981: Deshalb machen wir nicht Harakiri (E noi non faremo Karakiri)
- 1988: Kamikazen: Ultima notte a Milano
- 1993: Pacco, doppio pacco e contropaccotto
- 1997: Pietros Elfmeter (Il goal del Martin pescatore)
- 2008: Torno a vivere da solo
- 2011: Vacanze di Natale a Cortina